# Bolo de arroz
El bolo de arroz es un pastelito tierno a base de harina de arroz, típico de Portugal y extendido a sus excolonias (entre las cuales se incluyen Brasil, Angola, Mozambique, Cabo Verde, Santo Tomé y Príncipe, Guinea-Bissau, Timor, Timor Oriental, Goa, Malaca y Macao).
Con una textura esponjosa similar a una magdalena, se aromatiza con limón y se consume en la merienda acompañando al té o café. Son muy populares en todas las regiones de Portugal, casi tan representativos de la repostería lusa como el pastel de nata.